# Услонские горы
Услонские горы — возвышенность в Верхнеуслонском районе Татарстана, на правом берегу реки Волга, ограничены рекой Сулица и Свияга на западе, Волгой на севере и востоке, селом Теньки юге. Названы в честь сел Верхний Услон и Нижний Услон.
До конца XX века в Услонских горах добывался строительный камень (Печищенский рудник, Свияжский рудник). В Услонских горах находится горнолыжный спортивно-оздоровительный комплекс «Казань».